# Bitwa pod Wilichowem
Bitwa pod Wilichowem – w roku 1124 po śmierci księcia przemyskiego Wołodara Rurykowicza upokorzonego pobytem w polskiej niewoli, tron objął jego syn Władymirko, książę zwenihrodzki (późniejszy książę przemyski). Młody książę, chcąc powetować straty jakie poniosła jego rodzina, składając okup za uwolnienie księcia Wołodara, zorganizował udaną łupieżczą wyprawę na polski Biecz. Jednakże jeszcze tego samego roku odwetową wyprawę na Władymirka zorganizował książę Polski Bolesław Krzywousty. Według kroniki Jana Długosza, Bolesław Krzywousty najechał księstwo przemyskie i zadał militarną klęskę młodemu księciu w bitwie pod Wilichowem.